# Nils Schauerte
Nils Schauerte (* 21. September 2002) ist ein deutscher American-Football-Spieler auf der Position des Kickers. 2025 spielt er für Berlin Thunder in der European League of Football (ELF).

## Werdegang
Schauerte begann seine American-Football Karriere 2020 in der Nähe seiner Heimatstadt Meschede, bei den AFC Brilon Lumberjacks. Bei den Brilonern wurde er hauptsächlich als Wide Receiver eingesetzt und trainierte nebenbei noch als Kicker. Nach zwei, durch die COVID-19-Pandemie gekürzte Saisons entschied sich Schauerte im November 2021 nach einem Angebot seinen ersten Vertrag im professionellen Football beim Zweitligisten Paderborn Dolphins, in der ostwestfälische Stadt Paderborn zu unterschreiben. Aufgrund einer Schulteroperation entschied er sich vor Beginn der Saison 2022 seine eigentliche Hauptposition als Wide Receiver niederzulegen und sich voll auf die Specialteams zu konzentrieren. Nach dem Aufstieg der Paderborn Dolphins in die Erima German Football League (GFL) 2022 in der Schauerte hauptsächlich als Kickoff Specialist eingesetzt wurde, nahm er am offenen Sichtungscamp für die deutsche American-Football-Nationalmannschaft teil. Am 28. März 2023 wurde Schauerte in die American-Football-Nationalmannschaft berufen. Aufgrund eines beruflichen Umzugs nach Düsseldorf verließ Schauerte im Juni 2023 die Paderborner und unterschrieb einen Vertrag bei Rhein Fire in der European League of Football (ELF). Mit Rhein Fire gewann er die ELF Meisterschaft, kam jedoch in keinem Spiel der Saison zum Einsatz. Im März 2024 gaben die Paderborn Dolphins die Rückkehr von Schauerte für die Saison 2024 bekannt. Nach einer durchwachsenen Saison mit den Dolphins, die das Team mit einer Bilanz von 5 Siegen und 7 Niederlagen auf dem vorletzten Platz beendete, wurde er im Dezember 2024 als Neuzugang für die Saison 2025 beim Berliner ELF Franchise vorgestellt.

## Statistiken
| Jahr                         | Team                     | Spiele                   | Field Goals              | Field Goals              | Field Goals              | Field Goals              | Field Goals              | PATs                     | PATs                     | PATs                     | PATs                     | Punt                     | Punt                     | Punt                     | Punt                     |
| Jahr                         | Team                     | Spiele                   | FGM                      | FGA                      | Lng                      | Blk                      | Pct                      | XPM                      | XPA                      | Blk                      | Pct                      | Punts                    | Yards                    | Avg                      | IN20                     |
| German Football League 2     | German Football League 2 | German Football League 2 | German Football League 2 | German Football League 2 | German Football League 2 | German Football League 2 | German Football League 2 | German Football League 2 | German Football League 2 | German Football League 2 | German Football League 2 | German Football League 2 | German Football League 2 | German Football League 2 | German Football League 2 |
| ---------------------------- | ------------------------ | ------------------------ | ------------------------ | ------------------------ | ------------------------ | ------------------------ | ------------------------ | ------------------------ | ------------------------ | ------------------------ | ------------------------ | ------------------------ | ------------------------ | ------------------------ | ------------------------ |
| 2022                         | Paderborn Dolphins       | 9                        | 1                        | 2                        | 30                       | 1                        | 50.0                     | 2                        | 4                        | 2                        | 50.0                     | 1                        | 38                       | 38,0                     | 0                        |
| ERIMA German Football League |                          |                          |                          |                          |                          |                          |                          |                          |                          |                          |                          |                          |                          |                          |                          |
| 2023                         | Paderborn Dolphins       | 5                        | 4                        | 9                        | 47                       | 2                        | 44.4                     | 9                        | 9                        | 0                        | 100.0                    | 28                       | 1127                     | 40,3                     | 13                       |
| 2024                         | Paderborn Dolphins       | 11                       | 0                        | 3                        | -                        | 2                        | 0                        | 4                        | 4                        | 0                        | 100.0                    | 42                       | 1737                     | 41,36                    | 18                       |
| Quellen: stats.gfl.info      |                          |                          |                          |                          |                          |                          |                          |                          |                          |                          |                          |                          |                          |                          |                          |

## Trivia
Schauerte hat in einem Vorbereitungsspiel am 30. April 2023 gegen die Hannover Stampeders das bisher längstes Fieldgoal seiner Karriere mit 52 Yards erzielt. (Stand: 4. Mai 2023)

## Privates
Schauerte ist gelernter Industriekaufmann und arbeitet als Referent für Presse- und Öffentlichkeitsarbeit im Abgeordnetenbüro von Henning Rehbaum. Er hat eine ältere Schwester und zwei jüngere Brüder.
Er ist römisch-katholisch getauft, war Messdiener und ist seit 2021 gewähltes Mitglied im Pfarrgemeinderat der Pfarrei St. Nikolaus in Wennemen.

## Belege
1. ↑  Spielervorstellung bei den AFC Brilon Lumberjacks. Abgerufen am 4. Mai 2023.
2. ↑  AFVD: Kader der Herren Nationalmannschaft 2023 steht – AFVD. Abgerufen am 28. April 2023 (deutsch).
3. ↑  Anmeldung • Instagram. Abgerufen am 30. Juni 2023.
4. ↑  Stefan Loyda: Wegen Eisenhut-Verletzung: Rhein Fire holt Spieler aus Paderborn. 28. Juni 2023, abgerufen am 30. Juni 2023.
5. ↑  Jörg Manthey: Paderborn Dolphins verlieren Kicker Nils Schauerte. Abgerufen am 30. Juni 2023.
6. ↑  Instagram. Abgerufen am 19. März 2024.
7. ↑  Instagram. Abgerufen am 25. Februar 2025.
8. ↑  GFL Stats. Abgerufen am 28. April 2023.

| Personendaten    | Personendaten                       |
| ---------------- | ----------------------------------- |
| NAME             | Schauerte, Nils                     |
| KURZBESCHREIBUNG | deutscher American-Football-Spieler |
| GEBURTSDATUM     | 21. September 2002                  |